# 普卡 (愛沙尼亞)
普卡，是愛沙尼亞瓦爾加縣奧泰佩市鎮内的小鎮，位於該國南部，曾是原普卡市镇的行政中心，處於首都塔林東南面180公里，海拔高度114米，2012年該小鎮人口748。

## 图集

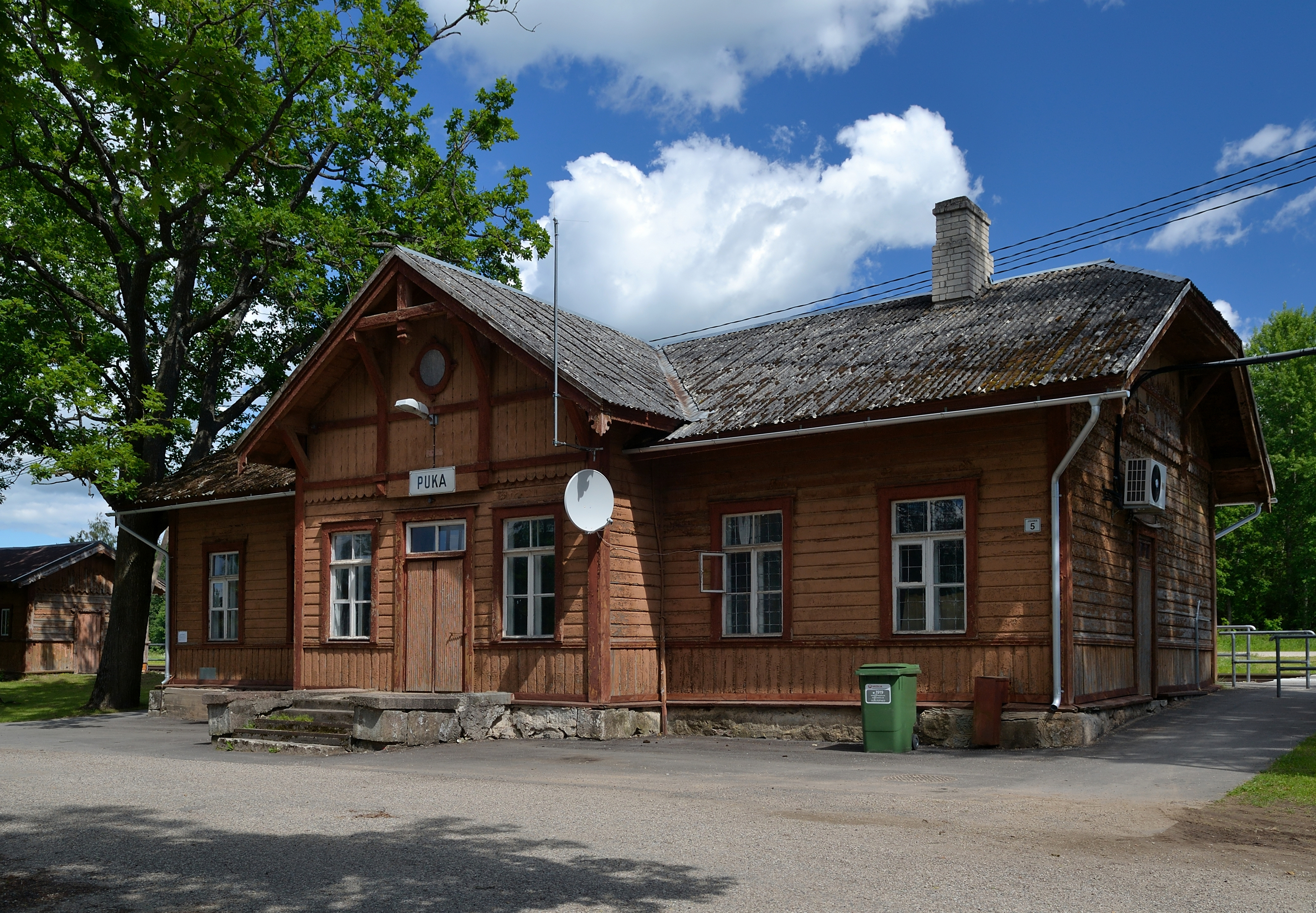
普卡火车站站房
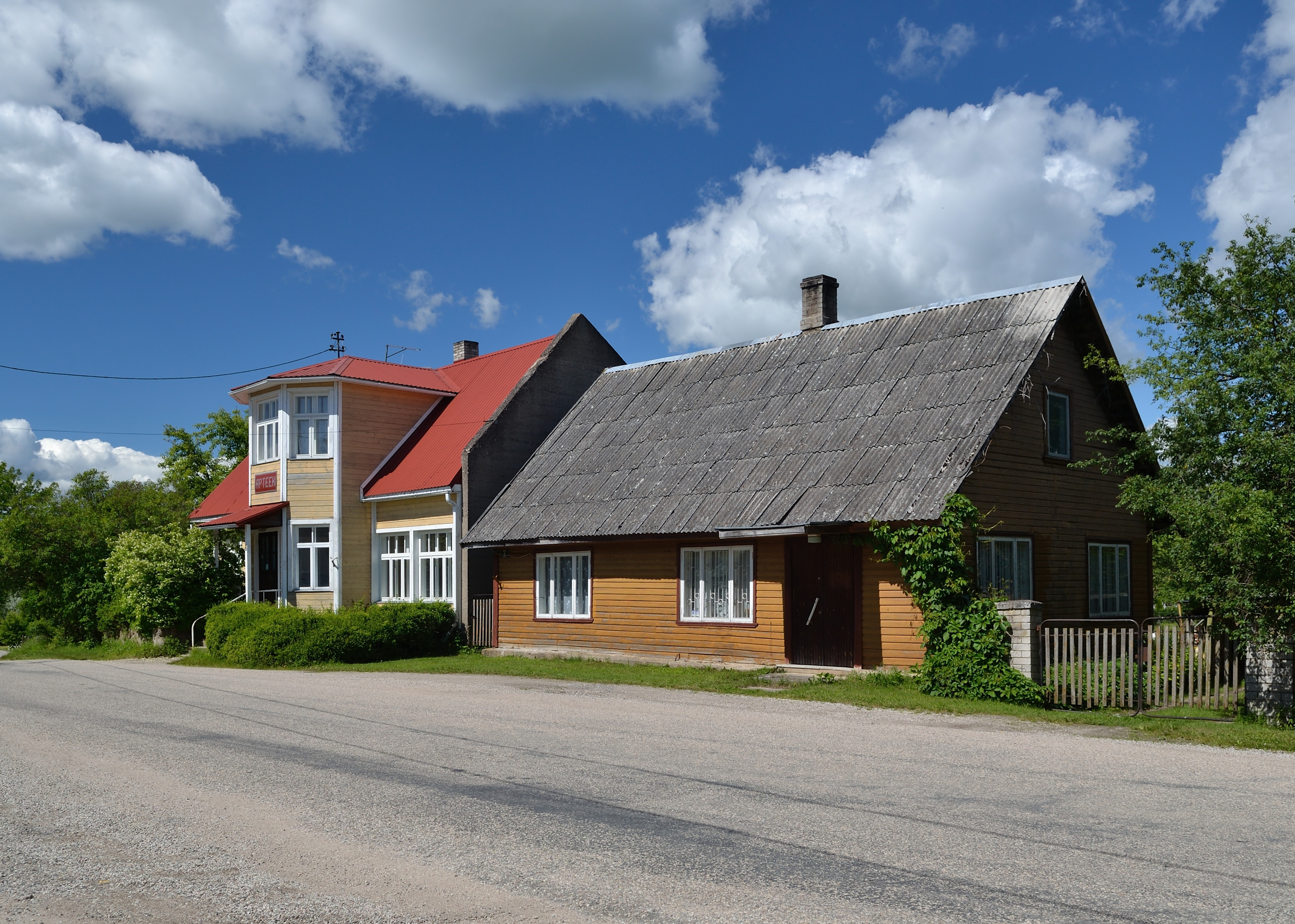
普卡的房屋
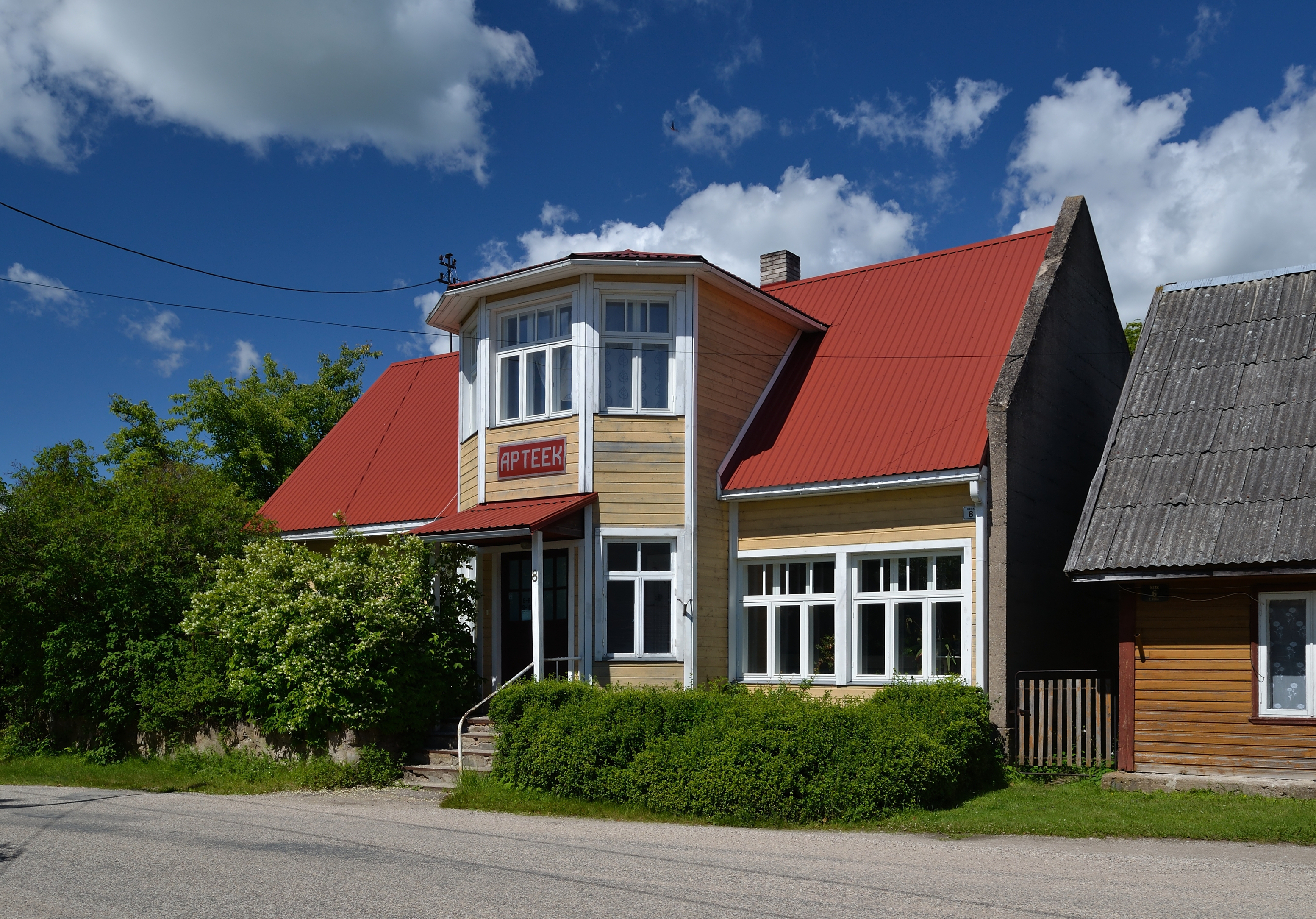
普卡的药房
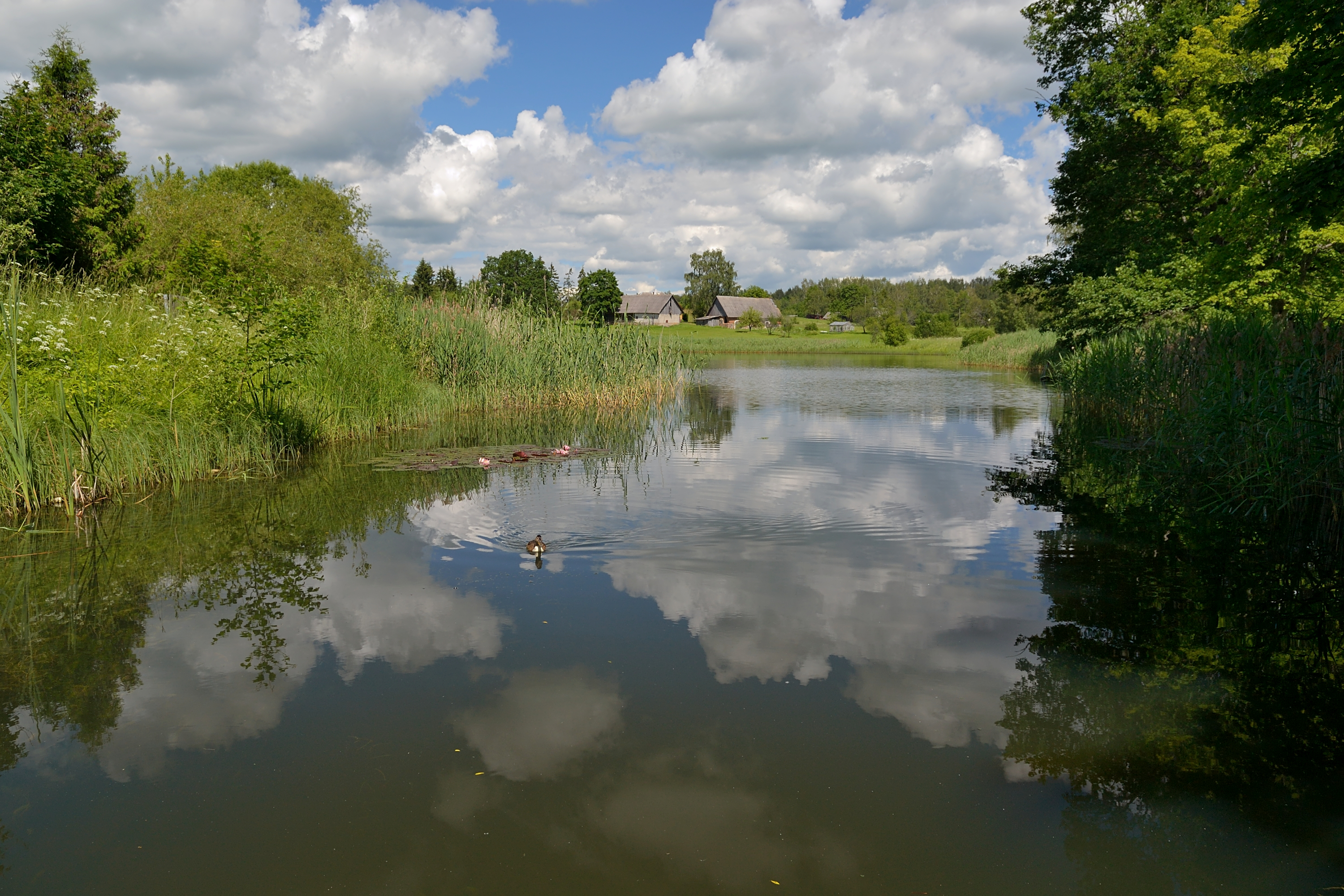
水库